# Catamenia (animal)
Catamenia es un género de aves paseriformes de la familia Thraupidae que grupa a tres especies nativas de América del Sur, donde se distribuyen a lo largo de la cordillera de los Andes y adyacencias, desde el noreste de Colombia y oeste de Venezuela, hasta el norte de Chile y centro oeste de Argentina, y también en los tepuyes de Venezuela, Guyana y extremo norte de Brasil. A sus miembros se les conoce por el nombre común de semilleros, y también chisgas o picodeoros, entre otros.

## Etimología
El nombre genérico femenino Catamenia deriva del griego «katamēnia» que significa ‘menstrual’, en referencia a las subcaudales rojizas de estas especies.

## Características
Las aves de este género son pequeños tráupidos midiendo entre 12,5 y 14,5 cm de longitud, los machos de color predominante gris, y las hebras parduzcas y estriadas, con el crissum de distintivo color castaño; los picos varían del rosado pálido al amarillo. Son encontradas principalmente en terrenos montanos abiertos o semiabiertos.

## Taxonomía
Inicialmente colocado en Fringillidae y durante décadas colocado en la familia Emberizidae, este género fue transferido para Thraupidae con base en diversos estudios genéticos, citando Burns et al. 2002, 2003; Klicka et al. 2007 y Campagna et al. 2011. La Propuesta N° 512 al Comité de Clasificación de Sudamérica (SACC) de noviembre de 2011, aprobó la transferencia de diversos géneros (entre los cuales Catamenia) de Emberizidae para Thraupidae.
Los datos presentados por los amplios estudios filogenéticos recientes de Burns et al. (2014) y Barker et al. (2015) confirmaron que Catamenia es pariente próxima de Diglossa, y que el clado formado por ambos está relacionado con un clado integrado por Acanthidops, Haplospiza, Idiopsar, Diuca y Xenodacnis, en una gran subfamilia Diglossinae.

## Especies
Según las clasificaciones del Congreso Ornitológico Internacional (IOC) y Clements Checklist v.2019, el género agrupa a las siguientes especies con el respectivo nombre popular de acuerdo con la Sociedad Española de Ornitología (SEO):
| Imagen | Nombre científico   | Autor                          | Nombre común         | Estado de conservación |
| ------ | ------------------- | ------------------------------ | -------------------- | ---------------------- |
|        | Catamenia analis    | (d'Orbigny & Lafresnaye), 1837 | semillero colifajado | LC                     |
|        | Catamenia inornata  | (Lafresnaye), 1847             | semillero sencillo   | LC                     |
|        | Catamenia homochroa | P.L. Sclater, 1859             | semillero paramero   | LC                     |